# Årnäshalvön

Ej att förväxla med Årnäsudden.

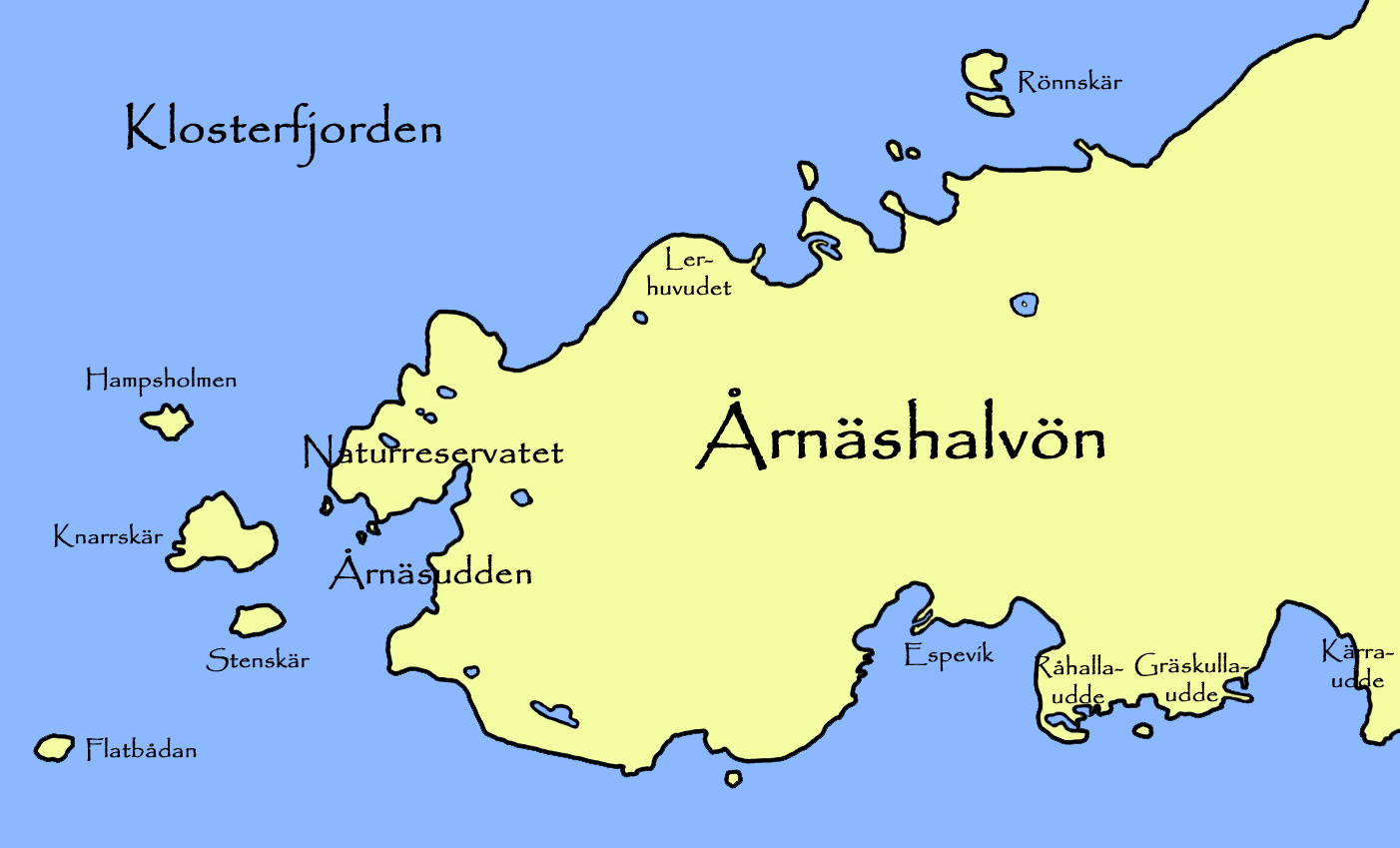
Karta över Årnäshalvön.

Årnäshalvön är en halvö söder om Klosterfjorden och utanför samhället Åskloster, i Ås socken i Varbergs kommun. Bebyggelsen på halvön ingår i sedan 2015 tätorten Årnäs. Före detta avgränsade SCB västra delen till en småorten Årnäshalvön (västra delen). 
Bebyggelsen består till största delen av sommarstugor. Årnäshalvön har varierande natur, med hav, stränder och klippor; skogar och kullar; samt ängar och bondgårdar. Inne i en av skogarna finns även en damm. Ut med havet ligger några mindre småbåtshamnar och pirar. Längst ut på halvön finns naturreservatet Årnäsudden, med fornlämningar från brons- och järnåldern.
På den södra sidan av halvön ligger en liten vik, kallad Espevik. Namnet kommer från ormens ungar, äspingar, vilket det finns väldigt gott om på halvön. Espevik hette tidigare "Äspevik", men det har blivit utbytt med tiden.

## Historia
Det var framförallt i början av 1930-talet som bönder började bygga bondgårdar och bosätta sig på Årnäshalvön. Den största delen av befolkningen var boråsare, vilket har hållit i sig genom åren och än idag kommer många av Årnäshalvöns invånare från Borås.
I slutet av 1970-talet fick en stor del av halvön vatten och avlopp. Detta årtionde anordnades även fotbollsmatcher mellan Årnäshalvöns befolkning och Åsklosters IF, på Klostervallen i Åskloster.

## Affärsverksamhet

### Espeviksaffären

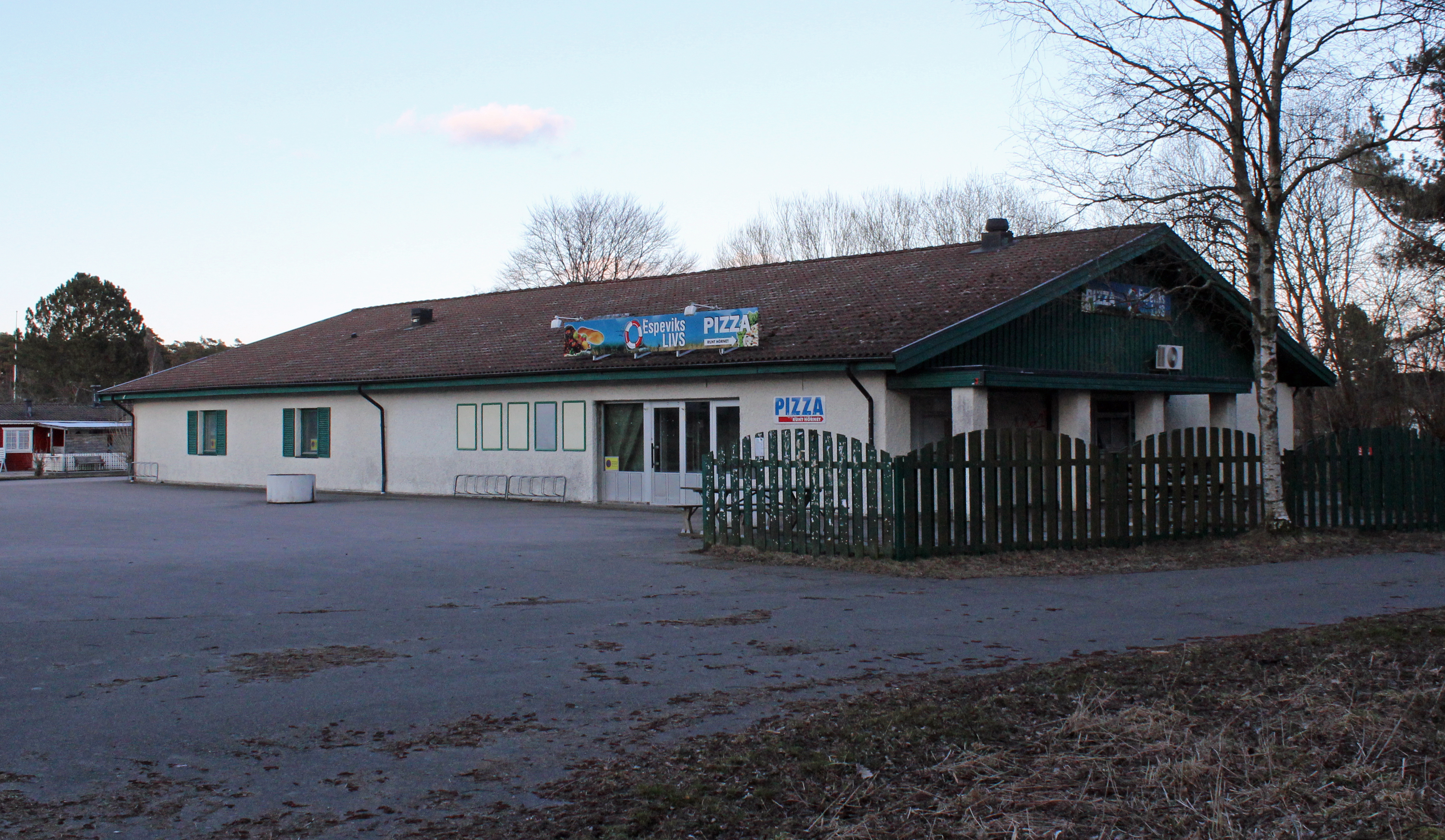
Den nedlagda Espeviksaffären 2012.

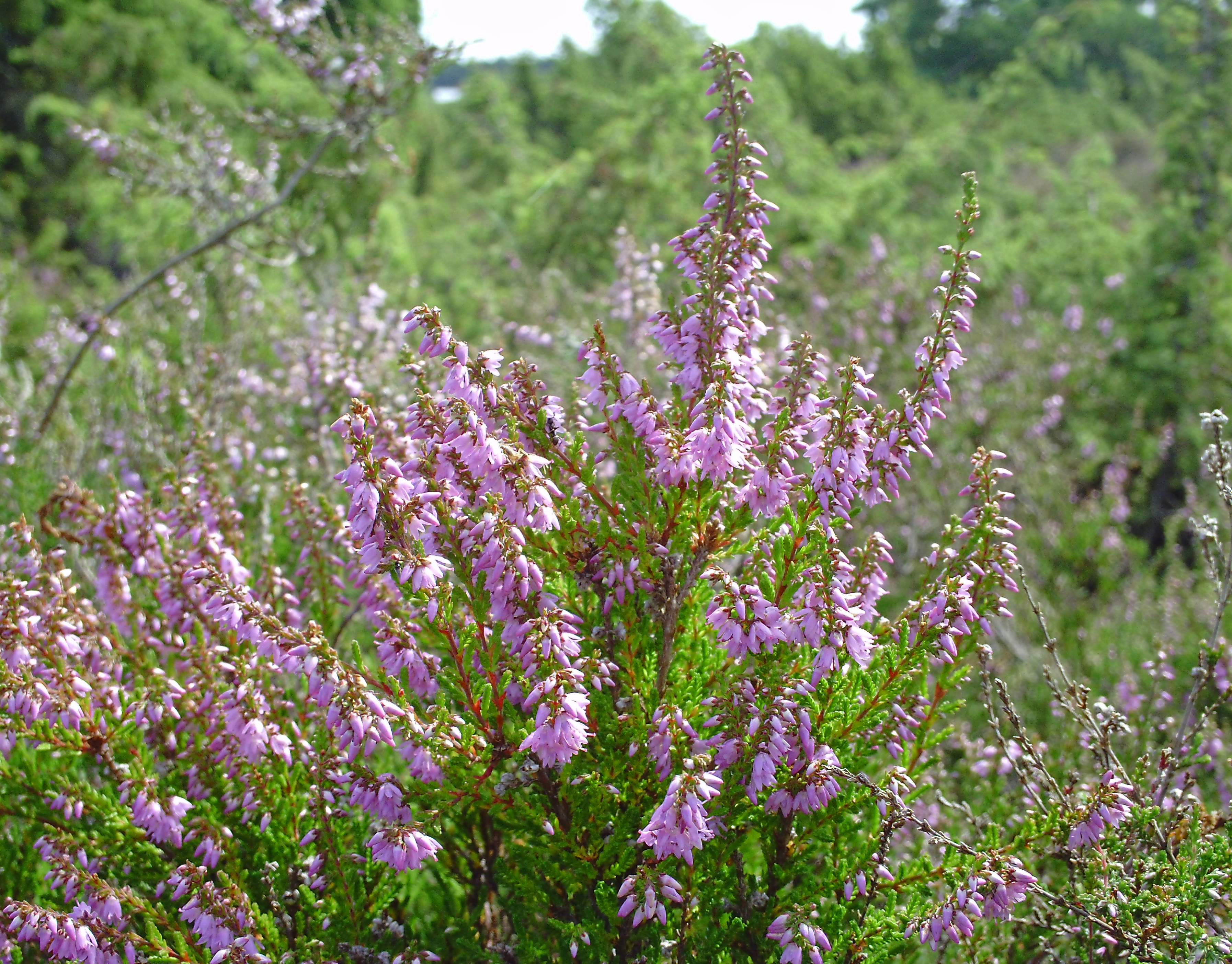
En stor del av terrängen på Årnäshalvön betäcks av ljung.

År 1935 öppnade det som senare kom att bli halvöns affär. Den kallades från början för Thorsgård och var en kiosk ägd av två systrar. De bakade bullar och wienerbröd, vilka de serverade på stranden och från klipporna i närheten.
Kiosken utökades till en affär i slutet av 1940-talet, vilken sedan dess alltid legat på samma ställe, även om den var mycket mindre då. När televisionen kom, satte man in en i TV i affären, så att folk kunde komma och titta. Tittarna blev serverade kokosstrutar och för att de skulle se bättre, fanns solskydd uppsatt runt TV:n.
Affären gjordes om till ett snabbköp under 1960-talet, vilket den förblev under många år. Med tiden gick dock försäljningen trögare och 2010 lades snabbköpet ner. Men pizzerian i samma byggnad fortsatte, men dock i en mindre omfattning.

### Espeviks camping
I delen som kallas Espevik, finns även Espeviks camping. Den ligger precis utmed havet och har platser för både villavagnar och vanliga husvagnar, samt hyr ut mindre hus. Vid campingen ligger även en kiosk och en bangolfbana.

### Övrig affärsverksamhet
En liten restaurang, kallad Espeviksgården, ligger i en gammal ombyggd ladugård på Årnäshalvön. Tidigare fanns även en gårdsbutik, Rörviksgården, på den södra delen av halvön. De sålde grönsaker, potatis och jordgubbar, vilket de även hade självplock på. Precis som affären lades den ned efter år 2010.